# Nachl
Nachl (An-Nachl, Qalet el Nakhl; arab. نِخِل) – miasto w Egipcie, w centralnym punkcie Półwyspu Synaj, w muhafazie Synaj Północny, przy drodze z Kairu do Nuwajby.
W Nachl stoją ruiny zamku z 1516 r., zbudowanego przez sułtana al Ghuriego. Mieści się też tu posterunek obserwacyjny MFO (Multinational Force & Observers).
31 października 2015 roku około 50 km na północny wschód od miasta nastąpiła katastrofa lotnicza.